# Sabatinca passalota
Sabatinca passalota là một loài bướm đêm thuộc họ Micropterigidae. Nó được Edward Meyrick miêu tả năm 1923. Nó được tìm thấy ở New Zealand.
Adults were được tìm thấy ở tháng 1 amongst moss.